# 緒方りお
緒方 りお（おがた りお、1977年4月30日 - ）は日本の声優・舞台女優。大阪府出身。大阪テレビタレントビューローに所属していたが、2006年3月退所。Matsuri Company、Jプロダクション（業務提携）所属。大阪府立守口高等学校卒業。オリックス・バファローズファン。血液型はB型。

## 出演番組

### CM
- NTTドコモ
- JR西日本
- ロート製薬
- キリンラガービール
- NOVA（NOVAうさぎ役）
- TU-KA
- サラヤ
- ピップフジモト（現 ピップ)
- イング

### テレビアニメ
- オトナ語の謎（NOVAうさぎ）

### Webアニメ
- 京田辺市環境衛生センター甘南備園施設紹介（一休）
- NHK京都ハイビジョンシリーズ『だから私は京都に暮らす』（座敷わらし)

### ゲーム
- ザ・キング・オブ・ファイターズシリーズ（クリス、オロチ）
- KOF Sky Stage (炎のさだめのクリス、オロチ)

### ドラマCD
- THE KING OF FIGHTERS'97 〜宿命編〜（クリス）

### 舞台
- サンダカン八番娼館（看護婦）
- 広くて素敵な宇宙じゃないか（クリコ）
- ゴッド・ブレス・ユー〜青春狂奏曲〜（早苗）
- 花守（弥生）
- 夏が来たら（橙子）
- アルジャーノンに花束を（アリス・キニアン）
- 選ばれなかった12人（秘書）
- ポプコーンの降る街（娘：タキ）
- KIYOKOの青春（福原キヨコ）